# Рутгерс, Себальд Юстинус
Себальд Юстинус Рутгерс (нидерл. Sebald Justinus Rutgers, 25 января 1879 Лейден — 14 июня 1961 Амерсфорт) — голландский инженер. Социалист, позднее коммунист.

## Биография
Родился в семье врача Яна Рутгерса, известного деятеля «сексуальной революции» в Голландии. Учился в политехнической школе в Делфте. Получил диплом инженера-гидротехника, специалиста по железобетону. Работал на реконструкции роттердамского порта, в муниципалитете Роттердама. С 1899 года — член социал-демократической партии Нидерландов (затем Коммунистической партии Голландии). С 1908 — секретарь отделения строительства водных сооружений Королевского института инженеров Голландии. С 1911 — работал в голландской Ост-Индии (сейчас Индонезия) директором управления строительства дорог и мостов. В 1915–1918 работал в Нью-Йорке представителем Голландско-Индийской железнодорожной компании и консультантом многих американских фирм. Играл важную роль в левом крыле Социалистической партии Америки и антивоенного Циммервальдского движения (Циммервальдская левая).
В 1918 году приехал в Россию. Добирался в Москву через Сибирь во время гражданской войны. Вступил в ВКП(б), участвовал в работе Первого конгресса Коминтерна. В январе 1920 года по поручению Ленина возглавил зарубежное бюро Коминтерна для подготовки второго конгресса.
В мае 1921 года совершил поездку на Урал и в Сибирь для выяснения возможностей использования богатств Кузнецкого угольного бассейна, для развития промышленности Урала. После возвращения группы Рутгерса в Москву и проведения долгих согласований 25 декабря 1921 года был подписан договор между СТО и инициативной группой в составе Рутгерса, Билла Хейвуда, Д. Байера о создании автономной индустриальной колонии «Кузбасс». С 1922 по 1926 Рутгерс — председатель правления  АИК «Кузбасс».
В 1930—1938 годы (с перерывами) работал консультантом по экспертизе крупных строительных проектов в СССР, член коллегии по делам иностранных специалистов при РКИ. Член редколлегии советской англоязычной газеты «Moscow news».
В 1938 году вернулся в Голландию. Во время Второй мировой войны участвовал в движении Сопротивления. После окончания войны — член ЦК общества «Нидерланды — СССР». Под его руководством издавался журнал «Нидерланды — СССР».

## Память
Дочь и родственник Рутгерса, Гертруда Тринчер и Карл Тринчер, жившие в СССР, написали книгу про Рутгерса из серии «Жизнь замечательных людей».
В городе Кемерово есть улица Рутгерса. Дом, в котором он жил, реконструирован под музей и является частью экспозиции кемеровского музея-заповедника «Красная Горка».